# Shuffle Along, or, the Making of the Musical Sensation of 1921 and All That Followed
Shuffle Along, or, the Making of the Musical Sensation of 1921 and All That Followed è un musical con colonna sonora di Eubie Blake, versi di Noble Sissle e libretto di George C. Wolfe. Il musical racconta la storia vera della produzione originale del musical Shuffle Along a Broadway, un musical interamente scritto, prodotto e recitato da artisti afroamericani; Shuffle Along debuttò a Broadway nel 1921 e restò in scena per 504 repliche e fu poi riproposto a Broadway nel 1933 e nel 1951.
Shuffle Along, or, the Making of the Musical Sensation of 1921 and All That Followed ha debuttato a Broadway il 28 aprile 2016 al The Music Box Theatre di Broadway ed è rimasto in cartellone per 100 repliche prima di chiudere il 24 luglio 2016. Facevano parte del cast Audra McDonald, Brian Stokes Mitchell, Brandon Victor Dixon, Joshua Henry e Billy Porter. Il musical è stato candidato a 10 Tony Awards, tra cui miglior musical.